# WAGE
WAGE（ワゲ）とはアミューズに所属していたコントグループである。2006年3月31日より活動休止し、後に解散した。

## メンバー
- 森迅史（もり はやし） - 1978年2月12日生まれ。神奈川県川崎市出身。リーダー。
- 岩崎宇内（いわさき うだい） - 1978年9月18日生まれ。東京都西東京市出身。
- 野中淳（のなか じゅん） - 1979年7月24日生まれ。ネパール王国マルク町出身。
- 小島義雄（こじま よしお） - 1980年11月16日生まれ。沖縄県島尻郡久米島町出身。
- 槙尾祐介（まきお ゆうすけ） - 1980年12月5日生まれ。広島県安芸郡出身。

## 来歴
メンバーは全員、早稲田大学の学生数十人が在籍したお笑いサークル「WAGE」に在籍していた。学年は、森と岩崎が4年生の時、野中が3年生、槙尾が2年生、小島が1年生であった（小島と槙尾は同い年だが、小島は1年浪人したため槙尾の1学年後輩）。
2001年1月に開催された「ギャグ大学偏差値2000」3位入賞を機にアミューズに所属。サークルの名前をそのままグループ名に使用した。5人という人数を生かしたスタイリッシュで作り込んだコントが特徴だった。グループでの活動にとどまらず、メンバーそれぞれが路上ライブを始め、テレビ・ラジオなどで活躍していた。
その人気と実力からは大学お笑いサークルの草分け的存在とまで言われた。「ウケてるイメージしかない」「上の世代まで食い込むウケ方」と若林正恭（オードリー）に評されるが、岩崎は「ただ5人っていう物珍しさだけでネタ番組に呼ばれてる、自分たちは面白くない、弱い」という現実を感じていた。2004年のWAGE vs ナイスミドル（後のオードリー）というライブで、WAGEはナイスミドルに惨敗。岩崎は当時既に解散を考えており、メンバーに打ち明けるタイミングを探していた時期で、ライブでの敗因がそのタイミングのひとつになったという。
森は脚本家、野中はミュージシャン、岩崎と小島は芸人、槙尾は俳優を志望し、方向性の違いが生じたため、事務所との契約が切れるタイミングで岩崎が活動休止を提案。メンバー内で話し合いが行われた結果、2006年3月31日を以てグループ活動を休止し、そのまま解散した。
2012年10月2日に6年ぶりにメンバーが再結集し、座・高円寺2にて単独ライブ「サイカイ」が開催された。
解散後のそれぞれの活動
- 森はメンバーで唯一アミューズに残り、「森ハヤシ」名義で脚本家やラジオのパーソナリティーとして活動。
- 小島は「小島よしお」の芸名でサンミュージックプロダクション所属のピン芸人となり、2007年にブレイク。持ちギャグである「そんなの関係ねぇ」で同年の新語・流行語大賞を受賞した。
- 岩崎と槙尾は当初別々に活動していたが、小島の活躍に刺激を受ける形でユニット「劇団イワサキマキヲ（のちに「劇団イワサキマキオ」）」を結成。お笑いコンビとしてサンミュージックに所属し、「かもめんたる」に改名した後、キングオブコント2013で優勝を果たした。岩崎の芸名は「岩崎う大」、槙尾の芸名は「槙尾ユウスケ」。
- 野中は「手賀沼ジュン」名義でミュージシャンに転身し、2012年からサンミュージックに所属。MBS毎日放送『歌ネタ王決定戦2014』で優勝を果たした。2022年12月をもってお笑い芸人を廃業し、絵本作家に転向。

## 早稲田大学お笑いサークルとしての「WAGE」
WAGEの名称の由来は、「Waseda Academic Gag Essence」の頭文字を取ったもの。1997年の文学部に所属していた学生2人が授業前にコントを始めたのがその始まりという。その後サークルとして発展、人数は増加し、1999年からは月に1回の頻度で渋谷のライブハウスでライブを行うなどマニアックながら独特の笑いを求める学生の中で徐々に知名度を上げていった。名物の集団コントをはじめ、二人・三人ネタ、ピン芸などネタによって組み合わせが変わる面白さから、一部では熱狂的なWAGEマニアまでいたとされる。現在WAGE卒業生はTV、広告業界、ビジネスと多方面で活躍している。
一方で1998年頃にはサークルとしての活動が停滞気味だった時期があり、馴染めなかった会員が退会して創始したのが早稲田大学お笑い工房LUDOである。

## DVD
- 「下妻物語 スタンダード★エディション」（2004年11月26日、東宝）：小島
- 「白と黒 -kuro to shiro-」（2005年4月12日、TOKYO FM出版）
- 「エンタの神様 ベストセレクションVol.6」（2005年5月25日、バップ）
- 「マジ☆ワラ vol.5」（2005年7月25日、フォーサイド・ドット・コム）

## 出演番組
- クチ×コミ（RKB毎日放送・JRN系）
- 超V.I.P（フジテレビ系・月1回）
- 三宅裕司のドシロウト（山口放送、日本テレビ系）
- ゼベック・オンライン（東京MXテレビ・月曜のみ、2004年11月8日）
- エンタの神様（日本テレビ・キャッチコピーは「新感覚の笑劇場」）
- 笑林寺2（TBS系）
- U-CDTV（TBS系）
- 登龍門F（フジテレビ、2004年5月4日）
- やりすぎコージー　売れっ子芸人の元・相方は今？ （テレビ東京、2009年3月2日）
- はなまるマーケット（TBS系・サブレギュラー）：森
- めざましテレビ（フジテレビ系・木曜のみ）：槙尾